# Gabrio Lombardi
Gabrio Lombardi (Napoli, 14 settembre 1913 – Roma, 4 aprile 1994) è stato un giurista e politico italiano.
Intellettuale di ispirazione cattolica, fu presidente, dal 1970, del Comitato per il referendum sul divorzio del 1974.

## Biografia
Di famiglia piemontese trapiantata al Sud, ultimo dei sette figli del senatore Luigi Lombardi e della moglie Emma Vallauri, nacque assieme a un gemello morto. Era fratello minore del gesuita Riccardo, di Pia, deputata democristiana e di Renato Lombardi, presidente di Confindustria.. Trasferitosi a Roma con la famiglia, nel 1927 fondò la Lega missionaria studenti con Enrico Medi.
Dopo la laurea alla Sapienza - Università di Roma, iniziò l'insegnamento di Diritto romano negli atenei di Pavia e Milano, per poi passare presso la facoltà "Utriusque iuris" della Pontificia Università Lateranense, dove insegnò per 40 anni.
Durante la seconda guerra mondiale fu ufficiale dell'esercito, e dopo l'8 settembre si unì ai partigiani cattolici.
Iscritto all'Azione cattolica, dal 1964 al 1970 ricoprì la carica di presidente del Movimento laureati cattolici.
Dal 1970, dopo l'approvazione della legge Fortuna-Baslini (il primo dicembre), con la quale era stato introdotto in Italia il divorzio, divenne presidente del Comitato per il referendum sul divorzio, riuscendo a far raccogliere le firme necessarie (1 370 134), e polemizzando in molti casi con la Democrazia Cristiana, accusandola di scarsa incisività (ed ottenendo l'appoggio esplicito del solo Amintore Fanfani). Contro l'introduzione del divorzio e a favore dell'indissolubilità anche civile del matrimonio si espresse anche il noto giurista, studioso del processo civile, Salvatore Satta.
Molteplici furono le sue prese di posizione in merito: in particolare è da ricordare la definizione che diede del divorzio, "una variante dell'harem diluita negli anni".
L'impegno deciso di Lombardi proseguì anche quando alcuni cattolici democratici si espressero contro l'abrogazione della legge e il referendum..
A fianco di Lombardi si schierarono nella campagna contro il divorzio diversi intellettuali e politici anche non cattolici, tra i quali, oltre a Salvatore Satta, Sergio Cotta, Augusto del Noce, Carlo Felice Manara, Enrico Medi, Giorgio La Pira, Alberto Trabucchi, Giambattista Migliori, Lina Merlin e Ugo Sciascia.
Il referendum si svolse poi nel 1974 e si concluse con la vittoria dei NO, spingendo Lombardi a ritirarsi dall'impegno politico e a riprendere la sua attività accademica. Ha diretto la rivista giuridica Studia et Documenta Historiae et Iuris.